# CSKA (stanice metra v Moskvě)
CSKA (rusky ЦСКА) je stanice moskevského metra na lince Bolšaja kolcevaja (dříve známé pod názvem Třetí přestupní okruh) na jejím prvním zprovozněném úseku. Stanice je pojmenována podle sportovního klubu CSKA, jehož objekty se nacházejí v blízkosti stanice.

## Charakter stanice
Stanice CSKA se nachází v čtvrti Chorošovskij (Хорошёвский) na území Chodynského pole, které je historicky významným územím, a stejnojmenného parku. Na místě stávající stanice se dříve nacházelo Centrální letiště M. V. Frunzeho.  Stanice disponuje dvěma pozemními vestibuly, které jsou skryty v parkových kopcích. Pod oběma vestibuly se nachází pět pater, z nichž na dvou horních se nachází technické zázemí, na dalších dvou se nachází nákupní zóna a na nejnižším patře se nachází nástupiště. Jižní vestibul směřuje k novému parku na Chodynskému poli, jižní směřuje směrem k Megasport Areně. Vestibuly jsou s nástupištěm propojeny eskalátory a výtahem. Design stanice se odkazuje na slavnou minulost sportovnímu klubu CSKA. Hlavním barvami jsou zde červená a modrá. Na stropě jsou vyobrazeny různé druhy sportu. Na nástupišti se nacházejí bronzové sochy čtyř významných sportovců z klubu CSKA – lyžaře Nikolaje Pankratova, basketbalisty Viktora Chrjapy, hokejisty Děnise Děnisova a fotbalisty Vsevoloda Bobrova. Při stanici se plánuje vybudovat přestupní uzel spolu s pěším průchodem do stanice Moskevského centrálního okruhu Zorge (Зорге), která je od CSKA vzdálena přibližně 20 minut chůze.